# Avipeda
Avipeda é um pássaro mesozóico ichnogenus. É semelhante ao ichnogenus Aquatilavipes, mas possui impressões mais curtas e grossas.